# Gare de Burier
La gare de Burier est une gare ferroviaire située sur le territoire de la commune suisse de La Tour-de-Peilz dans le canton de Vaud. Elle tire son nom du gymnase de Burier, établissement d'études supérieures vaudois.

## Situation ferroviaire
Établie à 395,9 mètres d'altitude, la gare de Burier est située au point kilométrique 21,53 de la ligne du Simplon, entre les gares de La Tour-de-Peilz (en direction de Lausanne) et de Clarens (vers Brigue).
Elle est dotée de deux voies passantes entourées par deux quais latéraux.

## Histoire
La gare de Burier a été mise en service en 1861 avec l'ouverture du tronçon Lausanne - Villeneuve de la ligne du Simplon.

## Service des voyageurs

### Accueil
Gare des CFF, elle est dotée d'un bâtiment voyageurs et de distributeurs automatiques de titres de transports sur les quais. La gare est partiellement accessible aux personnes à mobilité réduite.

### Desserte
La gare fait partie du réseau express régional vaudois, assurant des liaisons rapides à fréquence élevée dans l'ensemble du canton de Vaud. Burier est desservie par les lignes R3 et R4 qui relient Vallorbe et/ou Le Brassus (pour la ligne R4) à Bex, voire Saint-Maurice,.
Elle est également desservie en semaine par deux trains RegioExpress au cours de la pointe du matin en direction de Lausanne / Renens et deux autres en pointe du soir en direction de Saint-Maurice.

### Intermodalité
La gare est en correspondance à distance avec la ligne 201 des VMCV à l'arrêt « La Tour-de-Peilz, Burier » situé sur la route de Saint-Maurice.